# Élections législatives de 1906 dans le Doubs
Les élections législatives dans le Doubs, ont lieu les dimanches 6 mai 1906 et 20 mai 1906.
Elles ont pour but d'élire les 5 députés représentant le département à la Chambre des députés pour un mandat de quatre années.

## Mode de scrutin
L'élection se fait au scrutin d'arrondissement, soit un mode uninominal majoritaire à deux tours.
La circonscription pour l'élection est l'arrondissement.
Le scrutin est individuel, chaque arrondissement élisant un député.
Les arrondissements qui ont plus de cent mille habitants sont divisés. Dans ce cas on élit un député par circonscription électorale.
L'article 18 précise qu'il faut réunir pour être élu au premier tour :
1. La majorité absolue des suffrages exprimés ;
2. Un nombre de suffrages égal au quart des électeurs inscrits.

Au deuxième tour la majorité relative suffit. En cas d'égalité c'est le plus âgé qui est élu.

## Résultats par arrondissement

### Arrondissement de Baume-les-Dames
- Elle regroupe tous les cantons de l'arrondissement, au centre-nord du département.

|                | René de Moustier * | Progressiste   | 7 575  | 55,51  |  |  |
|                | Stanislas Vernier  | Rad ind        | 6 075  | 44,52  |  |  |
|                |                    |                |        |        |  |  |
| Inscrits       | Inscrits           | Inscrits       | 16 766 | 100,00 |  |  |
| Votants        | Votants            | Votants        | 13 817 | 82,41  |  |  |
| Blancs et nuls | Blancs et nuls     | Blancs et nuls | 170    | 1,23   |  |  |
| Exprimés       | Exprimés           | Exprimés       | 13 647 | 98,77  |  |  |

*sortant

### Arrondissement de Besançon

#### 1recirconscription
- Elle regroupe les cantons urbains de l'arrondissement, soit ceux de Besançon-Nord et de Besançon-Sud, au nord-ouest du département.

|                | Charles Beauquier * | Rad-soc        | 5 618  | 54,61  |  |  |
|                | Eugène Bouvard      | Progressiste   | 3 724  | 36,20  |  |  |
|                | Maurice Baigue      | SFIO           | 930    | 9,04   |  |  |
|                |                     |                |        |        |  |  |
| Inscrits       | Inscrits            | Inscrits       | 13 480 | 100,00 |  |  |
| Votants        | Votants             | Votants        | 10 342 | 76,72  |  |  |
| Blancs et nuls | Blancs et nuls      | Blancs et nuls | 55     | 0,53   |  |  |
| Exprimés       | Exprimés            | Exprimés       | 10 287 | 99,47  |  |  |

*sortant

#### 2ecirconscription
- Elle regroupe les cantons ruraux de l'arrondissement, soit ceux de Marchaux, Audeux, Boussières, Quingey, Amancey et d'Ornans, au nord-ouest du département.

|                | Léon Janet *   | Rad ind        | 7 266  | 54,46  |  |  |
|                | Vuillier       | Nationaliste   | 6 073  | 45,51  |  |  |
|                |                |                |        |        |  |  |
| Inscrits       | Inscrits       | Inscrits       | 14 665 | 100,00 |  |  |
| Votants        | Votants        | Votants        | 13 422 | 91,52  |  |  |
| Blancs et nuls | Blancs et nuls | Blancs et nuls | 88     | 0,66   |  |  |
| Exprimés       | Exprimés       | Exprimés       | 13 343 | 99,34  |  |  |

*sortant

### Arrondissement de Montbéliard
- Elle regroupe tous les cantons de l'arrondissement, à l'est du département.

| Candidats      | Candidats      | Étiquette      | Premier tour | Premier tour |
| Candidats      | Candidats      | Étiquette      | Voix         | %            |
| -------------- | -------------- | -------------- | ------------ | ------------ |
|                | Marc Réville * | Rad ind        | 10 739       | 50,36        |
|                | Gaston Japy    | Libéral        | 9 994        | 46,86        |
|                | Henri Poirey   | SFIO           | 605          | 2,84         |
|                |                |                |              |              |
| Inscrits       | Inscrits       | Inscrits       | 25 549       | 100,00       |
| Votants        | Votants        | Votants        | 21 449       | 83,95        |
| Blancs et nuls | Blancs et nuls | Blancs et nuls | 123          | 0,57         |
| Exprimés       | Exprimés       | Exprimés       | 21 326       | 99,43        |

*sortant

### Arrondissement de Pontarlier
- Elle regroupe tous les cantons de l'arrondissement, au sud du département.

|                | Adolphe Girod      | Rép G          | 6 820  | 52,74  |  |  |
|                | Georges Grosjean * | Libéral        | 6 105  | 47,21  |  |  |
|                |                    |                |        |        |  |  |
| Inscrits       | Inscrits           | Inscrits       | 15 451 | 100,00 |  |  |
| Votants        | Votants            | Votants        | 12 992 | 84,09  |  |  |
| Blancs et nuls | Blancs et nuls     | Blancs et nuls | 61     | 0,47   |  |  |
| Exprimés       | Exprimés           | Exprimés       | 12 931 | 99,53  |  |  |

*sortant